# Vitellozzo Vitelli (cardinal)
Pour l’article ayant un titre homophone, voir Vitellozzo Vitelli.
Vitellozzo Vitelli né en 1531 à Città di Castello, dans la province de Pérouse en Ombrie, mort le 19 novembre 1568 à Rome, fut un cardinal de l'Église catholique.

## Biographie
Vitellozzo Vitelli fut évêque de Città di Castello (de 1554 à 1560), d'Imola (en 1560 et 1561) et de Carcassonne (à partir 1567) et membre de la Curie romaine. Le pape Paul IV le nomma cardinal le 15 mars 1557. Il fut cardinal camerlingue de l'Église catholique du 17 novembre 1564 au 19 novembre 1568.
Comme son homonyme le condottiere Vitellozzo Vitelli, il fait partie de la famille Vitelli de Città di Castello. 